# Gouvernement El Fassi
Monarchie constitutionnelle
Gouvernement Jettou II Benkiran I
Le gouvernement Abbas El Fassi est le vingt-neuvième gouvernement du Maroc depuis son indépendance en 1956. Formé le 15 octobre 2007.

## Répartition des ministères

### Premier ministre
| Image | Fonction         | Nom | Nom            | Parti |
| ----- | ---------------- | --- | -------------- | ----- |
|       | Premier ministre |     | Abbas El Fassi | PI    |

### Ministres
| Image | Fonction | Nom | Nom                  | Parti |
| ----- | --- | --- | -------------------- | ----- |
|       | Ministre d'État |     | Mohamed El Yazghi    | USFP  |
|       | Ministre d'État |     | Mohand Laenser       | MP    |
|       | Ministre de la Justice |     | Mohamed Taïeb Naciri | Ind.  |
|       | Ministre de l'Intérieur |     | Taïeb Cherkaoui      | Ind.  |
|       | Ministre des Affaires étrangères et de la Coopération                                                                      |     | Taïeb Fassi-Fihri    | Ind.  |
|       | Ministre des Habous et des Affaires islamiques                                                                             |     | Ahmed Toufiq         | Ind.  |
|       | Secrétaire général du gouvernement                                                                                         |     | Driss Dahak          | Ind.  |
|       | Ministre chargé des Relations avec le Parlement                                                                            |     | Driss Lachgar        | USFP  |
|       | Ministre de l’Économie et des Finances                                                                                     |     | Salaheddine Mezouar  | RNI   |
|       | Ministre de l'Équipement et du Transport                                                                                   |     | Karim Ghellab        | PI    |
|       | Ministre de l'Habitat, de l’Urbanisme et de l'Aménagement de l'espace                                                      |     | Ahmed Taoufiq Hejira | PI    |
|       | Ministre du Tourisme et de l'Artisanat                                                                                     |     | Yassir Zenagui       | RNI   |
|       | Ministre de l'Énergie, des Mines, de l'Eau et de l'Environnement                                                           |     | Amina Benkhadra      | RNI   |
|       | Ministre de la Santé |     | Yasmina Baddou       | PI    |
|       | Ministre de la Jeunesse et des Sports                                                                                      |     | Moncef Belkhayat     | RNI   |
|       | Ministre de l'Agriculture et de la Pêche maritime                                                                          |     | Aziz Akhannouch      | RNI   |
|       | Ministre de l'Éducation nationale, de l'Enseignement supérieur, de la Formation des cadres et de la Recherche scientifique |     | Ahmed Akhchichine    | Ind.  |
|       | Ministre de la Communication, porte-parole du gouvernement                                                                 |     | Khalid Naciri        | PPS   |
|       | Ministre de l’Emploi et de la Formation Professionnelle                                                                    |     | Jamal Rhmani         | USFP  |
|       | Ministre de l'Industrie, du Commerce, et des Nouvelles technologies                                                        |     | Ahmed Réda Chami     | USFP  |
|       | Ministre du Commerce extérieur                                                                                             |     | Abdellatif Maâzouz   | PI    |
|       | Ministre du Développement social, de la Famille et de la Solidarité                                                        |     | Nouzha Skalli        | PPS   |
|       | Ministre de la Culture |     | Bensalem Himmich     | USFP  |

### Ministres délégués
| Image | Fonction                                                         | Ministre de rattachement | Nom | Nom                | Parti |
| ----- | ---------------------------------------------------------------- | ------------------------ | --- | ------------------ | ----- |
|       | Ministre délégué à l’Administration de la Défense nationale      | Premier ministre         |     | Abdellatif Loudiyi | Ind.  |
|       | Ministre délégué à la Modernisation des secteurs publics         | Premier ministre         |     | Mohamed Saâd Alami | PI    |
|       | Ministre délégué aux Affaires économiques et générales           | Premier ministre         |     | Nizar Baraka       | PI    |
|       | Ministre délégué à la Communauté marocaine résidant à l’étranger | Premier ministre         |     | Mohammed Ameur     | USFP  |

### Secrétaires d'État
| Image | Fonction                                                | Ministre de rattachement                                                                                                   | Nom | Nom                 | Parti |
| ----- | ------------------------------------------------------- | --- | --- | ------------------- | ----- |
|       | Secrétaire d'État chargé de l’Eau et de l'Environnement | Ministre de l’Énergie, des Mines, de l’Eau et de l'Environnement                                                           |     | Abdelkébir Zahoud   | PI    |
|       | Secrétaire d'État chargé de l'Artisanat                 | Ministre du Tourisme et de l'Artisanat                                                                                     |     | Anis Birou          | RNI   |
|       | Secrétaire d'État                                       | Ministre de l'Intérieur |     | Mohamed Saâd Hassar | Ind.  |
|       | Secrétaire d'État chargée de l’Enseignement scolaire    | Ministre de l’Éducation nationale, de l’Enseignement supérieur, de la Formation des cadres et de la Recherche scientifique |     | Latifa Labida       | Ind.  |
|       | Secrétaire d'État                                       | Ministre des Affaires étrangères et de la Coopération                                                                      |     | Latifa Akherbach    | Ind.  |
|       | Secrétaire d'État                                       | Ministre des Affaires étrangères et de la Coopération                                                                      |     | Mohammed Ouzzine    | MP    |
|       | Secrétaire d'État chargé du Développement territorial   | Ministre de l'Habitat, de l’Urbanisme et de l’Aménagement de l'espace                                                      |     | Abdeslam Al Mesbahi | PI    |

## Évolution de la composition du gouvernement

### Ajustement du 20 août 2008
Le 20 août 2008, le roi Mohammed VI a nommé Driss Dahak au Secrétariat général du gouvernement remplaçant Abdessadek Rabiî décédé le 12 août 2008.

### Limogeage du 23 décembre 2008
Ahmed Lakhrif, Secrétaire d’État auprès du ministre des Affaires étrangères et de la coopération (PI) a été démis de ses fonctions le 23 décembre 2008 par le roi Mohammed VI.

### Remaniement du 29 juillet 2009
Le 29 juillet 2009, le roi Mohammed VI a procédé a une remaniement ministériel. Il a remplacé Nawal El Moutawakil par Moncef Belkhayat au ministère de la jeunesse et des sports. Il a remplacé Touria Jebrane Kryatif par Bensalem Himmich à la tête du ministère de la culture. La majorité dans une impasse depuis que le nouveau Parti Authenticité et Modernité est passé à l'opposition a dû faire une nouvelle alliance avec le Mouvement populaire (MP), dans cette optique, Mohand Laenser a été nommé ministre d'État sans portefeuille ainsi que Mohammed Ouzzine nommé secrétaire d'État auprès du ministre des affaires étrangères et de la coopération.

### Remaniement du 4 janvier 2010
Le 4 janvier 2010, le roi Mohammed VI a procédé à un remaniement ministériel. Il a nommé Moulay Taib Cherkaoui ministre de l'intérieur en remplacement de Chakib Benmoussa, Mohamed Naciri ministre de la justice en remplacement de Abdelwahed Radi, Yassir Znagui, ministre du tourisme et de l'artisanat en remplacement de Mohamed Boussaid, Driss Lachgar, ministre des Relations avec le Parlement en remplacement de Mohamed Saâd Alami et ce dernier ministre délégué auprès du Premier ministre chargé de la Modernisation des Secteurs publics en remplacement de Mohamed Abbou.

### Ajustement du 2 décembre 2010
Le 2 décembre 2010, Abdellatif Loudiyi nommé par le roi Mohammed VI au portefeuille de ministre délégué auprès du Premier ministre chargé de l'Administration de la Défense nationale succédant à Abderrahmane Sbaï décédé le 22 octobre 2010.

## Sources